# Xã Jordan, Quận Jasper, Indiana
Xã Jordan (tiếng Anh: Jordan Township) là một xã thuộc quận Jasper, tiểu bang Indiana, Hoa Kỳ. Năm 2010, dân số của xã này là 355 người.